# Проспект Святого Иоанна Павла II
Проспект Святого Иоанна Павла II (Проспект Святого Івана Павла ІІ) — улица в Сиховском районе города Львова (Украина), в пределах местностей Боднаровка и Сихов, соединяет улицу Стрыйскую с проспектом Червоной Калины и является визуальным продолжением улицы Научной.

## История
Первое название улицы до 1871 года — За Стрыйской рогаткой, от 1871 года на честь немецкого колониста Юста Гляца, которому в 16 веке принадлежало поместье, расположенное в этой местности Юстгляцевка[прояснить]. В связи с преобладанием усадебной застройки в 1950 году улицу переименовали в Хуторовскую, а в начале 1990-х годов — в Хуторовку[прояснить].
В 2020 году городские власти провели капитальную реконструкцию улицы, здесь появилась троллейбусная линия.
В 2021 году улицу переименовали в проспект Святого Иоанна Павла ІІ — в честь 20-летия визита во Львов Папы Римского.

## Архитектура, важные объекты
Архитектура улицы очень разнообразна. Тут есть как многоэтажная застройка 1970—1990-х годов, так и остатки усадебной застройки 1950-х годов, промышленная архитектура. Так же на улице Хуторовка есть ряд объектов, которые играют важную роль в жизни города.
Парная сторона улицы начинается комплексом строений Львовской исправительной колонии N48, которая была построена в 1950-х годах. Однако по состоянию на июнь 2021 года колония не работает, а здание выставлено на продаж.
Под номером 35 расположен комплекс зданий богословского центра УГКЦ, который включает философско-богословский факультет УКУ, семинарию Святого Духа и ряд других зданий. Закладку краеугольного камня комплекса во время своего визита во Львов в 2001 году лично благословил Папа Римский Иван Павел ІІ. Авторами проекта есть архитекторы Евгений Дацишин и Юрий Горалевич.
Под номером «4б» расположен крупнейший оптовый сельськохозяйственный рынок в Западной Украине «Шувар».

## Транспорт
Улица Хуторовка играет важную роль в транспортном сообщении города, поскольку соединяет крупнейший микрорайон Львова Сыхов с другими частями города. С 23 октября 2020 года после капитального ремонта начал курсировать троллейбус. Также по улице проходит ряд городских и пригородных автобусных маршрутов.